# Arqueología Mexicana
Arqueología Mexicana es una prestigiada publicación mensual fundada en 1993, coeditada por la Editorial Raíces y el Instituto Nacional de Antropología e Historia (INAH). El primer número de esta revista sobre el quehacer científico de los arqueólogos y los conservadores en México, dedicado a Teotihuacán, apareció en abril-mayo de 1993. Los números regulares salen a la venta en los meses nones del año y los números especiales en los meses pares. A fines de 2022, la revista llegó a su número regular 177 y a su número especial 106.
Arqueología Mexicana (ISSN: 0188-8218) da a conocer artículos originales y arbitrados por pares, escritos por connotados especialistas, muchas veces primicias de sus propias investigaciones, así como una rica y numerosa selección de fotografías, dibujos, mapas y cronogramas que ofrecen una comprensión actualizada del legado histórico-cultural mesoamericano y del Norte de México.
El Consejo Científico fundador estuvo integrado por los hoy desaparecidos arqueólogos Joaquín García-Bárcena, Alejandro Martínez Muriel, Alba Guadalupe Mastache Flores y Enrique Nalda.
En la actualidad, componen el Comité Científico Editorial Sergio Autrey Maza, Alicia M. Barabas, Alfredo Barrera Rubio, Eduardo Corona Martínez, Ann Cyphers, Leonardo López Luján, Eduardo Matos Moctezuma, María Nieves Noriega, Xavier Noguez, Nelly M. Robles García, David Stuart, María Teresa Uriarte Castañeda y Gabriela Uruñuela Ladrón de Guevara. El arqueólogo Enrique Vela es el editor en jefe de esta publicación.